# Сент-Меріс (Колорадо)
Сент-Меріс (англ. St. Mary's) — переписна місцевість (CDP) в США, в окрузі Клір-Крік штату Колорадо. Населення — 333 особи (2020).

## Географія
Сент-Меріс розташований за координатами 39°49′0″ пн. ш. 105°38′50″ зх. д. / 39.81667° пн. ш. 105.64722° зх. д. (39.816531, -105.647138).  За даними Бюро перепису населення США в 2010 році переписна місцевість мала площу 3,74 км², з яких 3,73 км² — суходіл та 0,02 км² — водойми.

## Демографія
Згідно з переписом 2010 року, у переписній місцевості мешкали 283 особи в 139 домогосподарствах у складі 75 родин. Густота населення становила 76 осіб/км².  Було 310 помешкань (83/км²).
Расовий склад населення:
| - 97,5 % — білих - 0,4 % — корінних американців - 0,4 % — чорних або афроамериканців - 0,4 % — азіатів |

До двох чи більше рас належало 1,1 %. Частка іспаномовних становила 4,2 % від усіх жителів.
За віковим діапазоном населення розподілялося таким чином: 21,2 % — особи молодші 18 років, 72,8 % — особи у віці 18—64 років, 6,0 % — особи у віці 65 років та старші. Медіана віку мешканця становила 41,3 року. На 100 осіб жіночої статі у переписній місцевості припадало 130,1 чоловіків;  на 100 жінок у віці від 18 років та старших — 127,6 чоловіків також старших 18 років.
Середній дохід на одне домашнє господарство  становив 87 438 доларів США (медіана — 97 917), а середній дохід на одну сім'ю — 95 926 доларів (медіана — 98 413). 
Цивільне працевлаштоване населення становило 151 осіб. Основні галузі зайнятості: мистецтво, розваги та відпочинок — 58,3 %, освіта, охорона здоров'я та соціальна допомога — 31,8 %, будівництво — 9,9 %.